# Yoshio Okada (Mediziner)

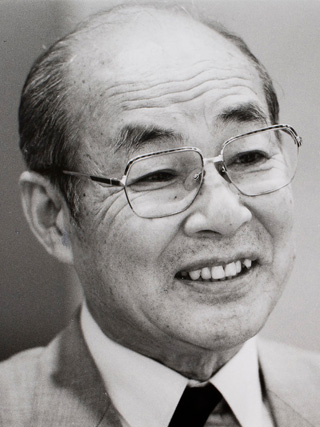
Yoshio Okada

Yoshio Okada (japanisch 岡田 善雄), Okada Yoshio; geboren 3. Oktober 1928 in Kure (Präfektur Hiroshima); gestorben 16. Januar 2008 in Suita (Präfektur Osaka) war ein japanischer Mediziner und Zellbiologe.

## Leben und Wirken
Yoshio Okada machte seinen Abschluss im Fach Medizin an der Universität Osaka. 1972 wurde er Professor am „Institut für Molekular- und Zellbiologie“ (細胞工学センター, Saibō kōgaku center) der Universität und 1982 dessen Direktor. Ab 1990 wurde er Vorstandsvorsitzender der „Fördergesellschaft für Biowissenschaften Senri“ (千里ライフサイエンス振興財団, Senri Lifescience shinkō zaidan).
Okada führte eine Technik ein, künstliche Zellfusion bei Tieren mit Hilfe von Viren einzuleiten, vorzugsweise mit dem japanischen Hämagglutinin-Virus HVI, das auch als „Sendai-Virus“ bekannt ist. Damit gelang es ihm, Zellfusion außerhalb eines lebenden Körpers durchzuführen. Die Ergebnisse seiner Forschung spielten eine führende Rolle bei der Entwicklung der Biowissenschaft und Biotechnologie.
1971 erhielt Okada den Asahi-Preis, 1978 den Fujiwara-Preis, 1980 den Preis der Akademie der Wissenschaften und im selben Jahr den kaiserlichen Förderpreis Onshi-shō (恩賜賞). 1982 wurde Okada als Person mit besonderen kulturellen Verdiensten geehrt und 1987 mit dem Kulturorden ausgezeichnet.